# Erich Stuckel
Erich Stuckel (* 9. Februar 1903 in Pforzheim; † 25. Mai 1962 in Detmold) war ein deutscher Politiker und Landtagsabgeordneter (CDU).

## Leben und Beruf
Nach dem Besuch der Volksschule und der Oberrealschule studierte er an den Universitäten in Frankfurt und Wien. 1933 trat er der NSDAP bei. An das Studium schlossen sich Tätigkeiten im Bankbereich und als Geschäftsführer der Deutschen Gesellschaft für Arbeitsschutz und des Landesvereins für Innere Mission und des Evangelischen Hilfswerks in Lippe. Stuckel war in zahlreichen Gremien der CDU vertreten. So war er u. a. Mitglied des Landesvorstandes der CDU Westfalen.

## Abgeordneter
Vom 13. Juli 1954 bis zu seinem Tod am 25. Mai 1962 war Stuckel Mitglied des Landtags des Landes Nordrhein-Westfalen. Er wurde jeweils über die Landesliste seiner Partei gewählt. Von Februar 1959 bis Mai 1962 war er Vorsitzender der CDU-Fraktion.
Dem Stadtrat der Stadt Detmold gehörte er ab 1952 an.